# Gentilés de France
Pour un article plus général, voir Gentilés.
Un gentilé (parfois appelé ethnonyme) est le nom donné aux habitants d'un lieu, un pays, un continent, une région, une province, etc.
En France, les gentilés des régions, départements et communes n'ont pas de statut officiel alors que le nom d'une commune ne peut être modifié que par décret et qu'il existe une procédure pour enregistrer un blason.

## Éléments de dictionnaire de langues
Les auteurs du Rapport de 1990 sur les rectifications orthographiques prennent bien soin de préciser à propos de la suppression de circonflexes sur les i et u (§ II.4.b in fine) : 
« sur ce point comme sur les autres, aucune modification n’est apportée aux noms propres. On garde le circonflexe aussi dans les adjectifs issus de ces noms (exemples : Nîmes, nîmois.) ».
Néanmoins certaines municipalités et départements ont organisé des référendums locaux pour le choix d'un gentilé et des régions et départements ont publié des plaquettes contenant les gentilés de chacune des communes de la collectivité. Toutefois, les décisions prises par certaines collectivités territoriales n'ont aucune portée en droit, personne n'étant tenu d'utiliser l'appellation retenue.
Il n'existe, semble-t-il, aucune publication ni aucun site en ligne présentant un ensemble significatif de gentilés existant pour la France.
Les listes suivantes sont des listes de gentilés qui sont par définition à citer avec une majuscule au moins à l'initiale (comme il est fait de façon officielle pour les gentilés énumérés dans l'Arrêté du 4 novembre 1993 relatif à la terminologie des noms d'États et de capitales par exemple). Si une seule forme est citée ce sera alors le masculin pluriel (comme il est fait dans le Dictionnaire national des communes de France par exemple).
L'adjectif correspondant au gentilé est entièrement écrit avec des minuscules et, si une seule forme est indiquée, l'adjectif doit alors être cité au masculin singulier.
Tout ou partie des formes possibles seront citées de façon obligatoire en cas d'irrégularité ou de difficulté. Le nombre de formes possibles s'élevant à 12, selon les normes orthographiques imposées par la langue française : on a par exemple pour l'ancienne région administrative Nord-Pas-de-Calais :
- Nord-Pas-de-Calaisien, Nord-Pas-de-Calaisiens, Nord-Pas-de-Calaisienne, Nord-Pas-de-Calaisiennes : gentilé
- nord-pas-de-calaisien, nord-pas-de-calaisiens, nord-pas-de-calaisienne, nord-pas-de-calaisiennes : adjectif correspondant
- Nord-pas-de-calaisien, Nord-pas-de-calaisiens, Nord-pas-de-calaisienne, Nord-pas-de-calaisiennes : adjectif en tête de phrase ou de titre.

## Gentilés des communes
Cette liste alphabétique subdivisée en sous-listes (une pour chaque lettre initiale) pourra regrouper nombre de communes parmi les quelque 36 000 existantes. Pour chercher ou fournir  un gentilé, celui de Pont-à-Mousson par exemple on pourra aussi se reporter à l'article consacré à la ville ou à d'éventuelles listes départementales (article Communes des Alpes-Maritimes par exemple). Cette liste peut comporter des lieux habités jouissant d'une notoriété certaine mais n'ayant pas le rang de commune. L'article initial détaché ne compte pas dans le classement alphabétique : Le Kremlin-Bicêtre est à chercher à Kremlin-Bicêtre (à la lettre K donc).
Gentilés des communes françaises par ordre alphabétique
- A
- B
- C
- D
- E
- F
- G
- H
- I
- J
- K
- L
- M
- N
- O
- P
- Q
- R
- S
- T
- U
- V
- W
- X
- Y
- Z

## Gentilés des régions et départements métropolitains, collectivités et territoires d'outre-mer
Si leurs gentilés sont parfois incertains c'est qu'ils sont relativement récents, la France ayant été découpée en départements en 1790 et les départements regroupés en régions en 1960.
On pourra consulter par ailleurs la liste compacte des noms des habitants des départements français ainsi que celle des noms des habitants des régions françaises.
Trois hydronymes ont une importance particulière dans la géographie administrative de la France :
1. la Loire, en latin Liger, adjectif correspondant ligérien
2. la Seine, en latin Sequana, adjectif correspondant séquanais
3. le Rhône, en latin Rhodanus, adjectif correspondant rhodanien

La partie européenne de la République française (ou France métropolitaine) se divise en 13 régions (en y incluant la collectivité territoriale de Corse) qui se répartissent en 96 départements numérotés de 01 à 95, le numéro 20 étant remplacé par les repères 2A et 2B. Ses habitants peuvent être désignés de manière générique comme Métropolitains :
Grand Est
- Alsace : Alsacien, Alsaciens, Alsacienne, Alsaciennes
  - Bas-Rhin (67) : Bas-Rhinois (ou parfois bassorhénans)
    - Strasbourg : Strasbourgeois

  - Haut-Rhin (68) : Haut-Rhinois (ou parfois altorhénans)
    - Colmar : Colmariens
- Champagne-Ardenne : Champenois
  - Aube (10) : Aubois
  - Ardennes (08) : Ardennais
  - Haute-Marne (52) : Haut-Marnais ou Altimarnais
  - Marne (51) : Marnais
- Lorraine : Lorrain, Lorrains, Lorraine, Lorraines
  - Meurthe-et-Moselle (54) : les Meurthe-et-Mosellans (Meurthois est issu de l'ancien (1790-1871) département de la Meurthe)
    - Nancy : Nancéiens, Nancéiennes

  - Meuse (55) : Meusiens ; Meusois est une forme fautive
    - Bar-le-Duc : Barisiens, Barisiennes

  - Moselle (57) : Mosellans
    - Metz : Messins, Messines

  - Vosges (88) : Vosgiens
    - Épinal : Spinaliens, Spinaliennes

Nouvelle-Aquitaine
- Aquitaine : Aquitain, Aquitains, Aquitaine, Aquitaines
  - Dordogne (24) : Dordognais [2]
    - correspond à l'ancienne province du Périgord : Périgourdin, Périgourdins, Périgourdine, Périgourdines

  - Gironde (33) : Girondin, Girondins, Girondine, Girondines
  - Landes (40) : Landais, Landaise, Landaises
  - Lot-et-Garonne (47) : Lot-et-Garonnais, Lot-et-Garonnaise, Lot-et-Garonnaises
  - Pyrénées-Atlantiques (64) : Béarnais et Basques ou Bascobéarnais Basques et Béarnais [3] Le Petit Larousse 2004 à l'article « Pyrénées-Atlantiques » ne donne pas d'appellation pour ses habitants.
    - anciennement (1790-1969) les  Basses-Pyrénées (64) (BP) : Bas-Pyrénéens
- Limousin : Limousin, Limousins, Limousine, Limousines
  - Corrèze (19) : Corréziens
  - Creuse (23) : Creusois
  - Haute-Vienne (87) : Haut-Viennois
- Poitou-Charentes : Picto-Charentais mais on écrirait mieux Pictocharentais.
  - Charente (16) : Charentais
  - Charente-Maritime (17) : Charentais-Maritimes ; on suggère Maricharentais
  - Deux-Sèvres (79) : Deux-Sévriens
  - Vienne (86) : Viennois

Auvergne-Rhône-Alpes
- Auvergne : Auvergnat, Auvergnats, Auvergnate, Auvergnates.
  - l'Allier (03) : Bourbonnais ; Élavérins ; on suggère Alliérains tout simplement.
  - Cantal (15) : Cantalou a été formé avec un suffixe local. Le Petit Larousse 2004 à l'article « Cantal » donne Cantaliens.
  - Haute-Loire (43) : Altiligériens.
  - Puy-de-Dôme (63) : Puydômois.
    - chef-lieu du département du Puy-de-Dôme, chef-lieu de la région Auvergne : Clermont-Ferrand : Clermontois
- Rhône-Alpes : Rhônalpin, Rhônalpins, Rhônalpine, Rhônalpines.
  - Ain (01) : Aindinois (Le Conseil départemental de l’Ain a choisi ce gentilé en 2018 ; aucun n'existant avant cette date[4].)
  - Ardèche (07) : Ardéchois
  - Drôme (26) : Drômois
  - Isère (38) : Isérois ou Iserans
  - Loire (42): Ligériens
  - Rhône (69) : Rhodaniens
  - Savoie (73) : Savoyards ou Savoisiens (Savoisien(ne) est l'ancien gentilé des habitants de la Savoie avant son annexion en 1860 par la France, actuellement il est considéré (par certains) comme connoté politiquement en raison de la Ligue savoisienne)
  - Haute-Savoie (74) : Haut-Savoyard (Haut-Savoyard(e)(s)), communément Savoyards ou le nom communautaire de Savoisiens)

Bourgogne-Franche-Comté
- Bourgogne : Bourguignons.
  - la Côte-d'Or (21) : Costaloriens ou Côte-d'Oriens
  - la Nièvre (58) : Nivernais (correspond à l'ancienne province homonyme). Les habitants de Nevers, le chef-lieu, sont les Neversois.
  - Saône-et-Loire (71) : Saône-et-Loiriens
  - l'Yonne (89) : Icaunais
- Franche-Comté : Franc-Comtois, Francs-Comtois, Franc-Comtoise, Franc-Comtoises  ; adjectif :  franc-comtois, francs-comtois, franc-comtoise, franc-comtoises. Forme courte : (la) Comté : Comtois
  - Doubs (25) : Doubiens, Doubiennes (les habitants de la commune de Doubs située dans ce département s'appellent les Doubsiens[5]).
  - Jura (39) : Jurassiens, Jurassiennes
  - Haute-Saône (70) : Haut-Saônois
  - Territoire de Belfort (90) : À la suite d'une opération menée par une radio locale, un vote a eu lieu début 2011 et a été validé par un jury composé de personnalités. Le terme retenu à une large majorité est celui de Terrifortains, Terrifortaines. Le site Habitants.fr a validé ce choix[6].
    - chef-lieu du département du Territoire de Belfort (90) : Belfort : Belfortains, Belfortaines

BretagneBreton, Bretons, Bretonne, Bretonnes
- les Côtes-d'Armor (22) : Costarmoricains, on trouve parfois Costarmoriciens
  - anciennement (1790-1990) les Côtes-du-Nord (22)
- Finistère (29) : Finistériens
- Ille-et-Vilaine (35) : Bretilliens[7]
  - chef-lieu du département d'Ille-et-Vilaine (35), chef-lieu de la région Bretagne : Rennes : Rennais
- Morbihan (56) : Morbihannais, chef-lieu du département du Morbihan : Vannes : Vannetais

Centre-Val de Loireon suggère au moins provisoirement Centristes, ou mieux Centrais (sans connotation politique).
- Cher (18) : Berrichons ou Chérien [8]
- Eure-et-Loir (28) : Euréliens
- Indre (36) : Indriens mais aussi Berrichons
- Indre-et-Loire (37) : Tourangeaux (du nom de la ville chef-lieu qui a donné son nom à la province dont le département reprend la plus grande partie)
- Loir-et-Cher (41) : Loir-et-Chériens
- Loiret (45) : Loirétains[9]

CorseCorses (invariant au féminin)
- devient une région monodépartementale début 1970 après séparation de Provence-Côte d'Azur ; d'abord (1811-1975) département unique (20) puis scindé en deux :
- Corse-du-Sud (2A) : Corses du Sud, parfois Ajacciens
- Haute-Corse (2B) : Corses du Nord, parfois Alticorses, Bastiais

Île-de-FranceFranciliens
- Ville de Paris (75) : Parisiens
- Essonne (91) : Essonniens
- Hauts-de-Seine (92) : Alto-Séquanais ou Haut-Seinais
- Seine-et-Marne (77) : Seine-et-Marnais
- Seine-Saint-Denis (93) : Séquanodionysien ou Séquano-Dionysien
- Val-de-Marne (94) : Val-de-Marnais ou mieux Valdemarnais
- Val-d'Oise (95) : Valdoisiens mieux que Val-d'Oisiens
- Yvelines (78) : Yvelinois

OccitanieOccitans
- Languedoc-Roussillon : Languedociens-Roussillonnais.
  - Aude (11) : Audois
  - Gard (30) : Gardois
  - Hérault (34) : Héraultais
  - Lozère (48) : Lozériens
  - Pyrénées-Orientales (66) : Roussillonnais ou Pyrénaliens
- Midi-Pyrénées : Midi-Pyrénéens ; on écrirait mieux Midipyrénéen. Le Petit Larousse 2004 à l'article « Midi-Pyrénées » ne donne pas d'appellation pour ses habitants.
  - Ariège (09) : Ariégeois
  - Aveyron (12) : Aveyronnais
    - correspond à l'ancienne province du Rouergue : Rouergats

  - Gers (32) : Gersois
  - Haute-Garonne (31) : Haut-Garonnais (selon le Petit Larousse 2004, le haut ne s'accorde pas).
  - Hautes-Pyrénées (65) : Haut-Pyrénéen. Le Petit Larousse 2004 à l'article « Pyrénées (Hautes-) » ne donne pas d'appellation pour ses habitants.
  - Lot (46) : Lotois
  - Tarn (81) : Tarnais
  - Tarn-et-Garonne (82) : Tarn-et-Garonnais

Hauts-de-France
- Nord-Pas-de-Calais : Nord-Pas-de-Calaisiens, adjectif : nord-pas-de-calaisien. Le Petit Larousse 2004 à l'article « Nord-Pas-de-Calais » ne donne pas d'appellation pour ses habitants).
  - Nord (59) : Nordistes (selon le Petit Larousse 2004.
  - Pas-de-Calais (62) : Pas-de-Calaisiens, adjectif : pas-de-calaisien. Le Petit Larousse 2004 à l'article « Pas-de-Calais » ne donne pas d'appellation pour ses habitants.
- Picardie : Picard, Picards, Picarde, Picardes. Voir informations supplémentaires sur les noms des habitants de la Picardie et de ses départements.
  - Aisne (02) : Axonais
  - Oise (60) : Oisiens ou Isariens
  - Somme (80) : Samariens[10]

NormandieNormands
- Calvados (14) : Calvadosiens
- Orne (61) : Ornais
- Manche (50) : Manchois ou Manchots. Le Petit Larousse 2004 à l'article « Manche (département) » ne donne que la seule forme Manchois.
  - Le gentilé de La Manche, région d'Espagne, est le même.
- Eure (27) : pas de terme admis ; on suggère donc Auduriens ou Eurois tout simplement ; Haut-Normands ; Normands. Le Petit Larousse 2004 à l'article « Eure (département) » ne donne pas d'appellation pour ses habitants. Les habitants de l'Eure se nomment eux-mêmes couramment Eurois
  - le département tire son nom de l'Eure rivière dont le nom latin est Audura
- Seine-Maritime (76) : les habitants de la Seine-Maritime, n'avaient pas de gentilé. Ils pouvaient se considérer avant tout comme Normands, mais ils se dotés en 2005 par referendum postal et par Internet du nom de Seinomarins.
  - anciennement (1790-1955) Seine-Inférieure (76)
  - chef-lieu du département de la Seine-Maritime, chef-lieu de la région Haute-Normandie : Rouen : Rouennais (à prononcer comme « rouanais »)

Pays de la LoireLigériens
- Loire-Atlantique (44) : Ligérien, Mariligérien [12]
  - Nantes : Nantais, Nantaises
- Maine-et-Loire (49) : Angevins ; Mainéliens ou Mainoligériens [13]
- Mayenne (53) : Mayennais
  - Laval : Lavallois, Lavalloises
- Sarthe (72) : Sarthois
  - Le Mans : Manceaux, Mancelles (le département reprend la majorité de l'ancienne province du Maine, dont les habitants sont également les Manceaux mais également, les Mainiots, Mainiotes)
- Vendée (85) : Vendéens

Provence-Alpes-Côte d'Azur (PACA)Pacaïens ou Provençaux.
- Alpes-de-Haute-Provence (04) : Bas-Alpins
- Alpes-Maritimes (06) : Maralpins
  - voir aussi : communes des Alpes-Maritimes
- Bouches-du-Rhône (13) : Buccorhodaniens ; Marirhodanien
- Hautes-Alpes (05) : Hauts-Alpins (Haut(e)(s)-Alpin(e)(s))
- Var (83) : Varois
- Vaucluse (84) : Vauclusiens

Outre-mer
L'outre-mer français comprend deux départements et région d'outre-mer (DROM), trois collectivités territoriales uniques, cinq collectivités d'outre-mer (COM) habitées et une collectivité sui generis (la Nouvelle-Calédonie). Les Français d'outre-mer sont appelés de manière générique Ultramarins : 
- Département et région d'outre-mer (DROM) : Domiens (le terme désigne les habitants et aussi les personnes originaires d'un DOM). Les deux DOM (Guadeloupe et La Réunion) constituent également une ROM (région d'outre-mer) mono départementale, les trois collectivités territoriales uniques sont la Guyane, la Martinique et Mayotte qui est aussi un DOM.
  - Antilles françaises : Antillais
    - Guadeloupe (971) : Guadeloupéens
      - Îles des Saintes (971) : Saintois
      - Marie-Galante (971) : Marie-Galantais
      - La Désirade (971) : Désiradiens

    - Martinique (972) (collectivité territoriale unique) : Martiniquais

  - Guyane (973) (collectivité territoriale unique) : Guyanais
  - Mascareignes françaises : Mascarins
    - Réunion (974) : Réunionnais, Bourbonnais (vieilli)

  - Mayotte (976) (ex 985) : Mahorais ; glottonymes : shimaore ; shibushi
- Collectivités d'outre-mer (ou COM) et autres territoires : pas de terme consacré
  - Saint-Pierre-et-Miquelon (975) : Saint-Pierrais, Miquelonnais
  - Antilles françaises : Antillais
    - Saint-Barthélemy (977) : Saint-Barth
    - Saint-Martin (978) : Saint-Martinois

  - Océanie française : Océaniens
    - Wallis-et-Futuna (986) : Wallisiens-et-Futuniens
      - Wallis : Wallisiens
      - Futuna : Futuniens

    - Polynésie française (987) : Polynésiens, Francopolynésiens
      - Tahiti : Tahitiens ; glottonyme : tahitien
      - archipel des Tuamotu : les Paumotu
      - îles Marquises : Marquisiens

    - Nouvelle-Calédonie (988) : Néocalédoniens, Calédoniens
      - îles Loyauté : Loyaltiens

### Régions naturelles
Pour les régions historiques qui ne sont pas des régions naturelles, les anciens pays et provinces, voir à : Noms des habitants des provinces de France.
- Alpes : Alpins
- Armorique : Armoricains (Armor, Argoat, Haute-Bretagne, Basse-Loire, Basse-Normandie)
- Bassin parisien :
- Bauges : Baujus
- Brie : Briards
- Camargue : Camarguais
- Cap de la Hague : Haguards ou Haguais
- Côte d'Azur : Azuréens
- Iles du Ponant : Iliens
- Îles du Vent et Îles Sous-le-Vent : Tahitiens (s’applique parfois pour l’ensemble des îles de la Société)
- Marais breton : Maraîchins
- Massif central :
- Péninsule du Cotentin : Cotentinais (on trouve également Cotentinois)
- Pyrénées : Pyrénéens
- Roya : Royasques
- Tinée : Tinéens
- Vésubie : Vésubiens

### Provinces historiques
Voir à : Noms des habitants des provinces de France

## Pour approfondir